# Метеор (спортивный комплекс)
Спортивный комплекс «Метеор» — крупнейший центр спортивной и культурной жизни города Днепра, одна из основных спортивных баз на Украине, осуществляющих подготовку спортсменов международного класса. Является подразделением Государственного предприятия «Производственное объединение Южный машиностроительный завод им. А. М. Макарова».
Согласно Постановлениям Кабинета Министров Украины от 10.10.2001 г. № 1307 и от 18.01.2006 г. № 30, СК «Метеор» имеет статус Национальной базы олимпийской и паралимпийской подготовки.

Деятельность СК «Метеор» включает в себя развитие спорта высших достижений, обширную физкультурно-оздоровительную деятельность и массовую культурно-просветительскую работу с жителями и гостями города.

## Структура комплекса
В составе СК «Метеор» 4 базы:
- Стадион «Метеор»;
- Дворец водных видов спорта;
- Универсальный зрелищно-спортивный дворец;
- Водная станция «Машиностроитель».

На базах СК «Метеор» работают четыре специализированные детско-юношеские школы олимпийского резерва: по плаванию, бадминтону, легкой атлетике и фигурному катанию на коньках, и одна комплексная детско-юношеская спортивная школа по шести видам спорта (дзюдо, парусный спорт, скалолазание, академическая гребля, стрельба пулевая и прыжки в воду).

В соответствии со ст. 20 Закона Украины «О физической культуре и спорте» на базе спортивного комплекса «Метеор» работает Центр олимпийской подготовки.
Спортивные базы комплекса предоставляются для проведения занятий спортсменам Школы высшего спортивного мастерства и Регионального центра олимпийской подготовки, ДОЦ «Инваспорт», Национальной сборной команды, сборной команды Днепропетровской области, а также для проведения массовых физкультурно-оздоровительных мероприятий.

## Стадион «Метеор»
Стадион «Метеор» — спортивная арена, которая имеет возможность принимать соревнования всеукраинского и международного уровней.

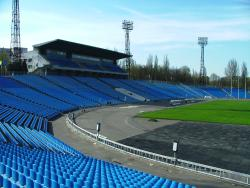
Стадион «Метеор»

Стадион был сдан в эксплуатацию в марте 1966 года с зеленым ковром футбольного поля, гаревыми легкоатлетическими дорожками и секторами, спортивным залом (18х36), многочисленными игровыми площадками, трибунами на 30 000 посадочных мест. В 1982 году была уложена резиновая дорожка («Роздор»), которая эксплуатировалась до 2002 года. 

Стадион «Метеор» представляет собой комплекс, состоящий из футбольного поля с трибунами вместимостью до 25000 человек, легкоатлетических беговых дорожек, спортивных площадок для прыжков с шестом, в длину, высоту, толкания ядра, метания диска и спортивного павильона, в котором расположены спортивные залы (рассчитаны на проведение футбольных тренировок, спортивных турниров и учебно-тренировочных занятий по бадминтону, теннису, гандболу, волейболу, баскетболу, скалолазанию, единоборствам и иных спортивных мероприятий).

Футбольное поле с натуральным травяным газоном размером 105х68 весной 2008 года было признано одним из лучших по качеству на Украине. Форма арены позволяет видеть центр поля с любой точки на трибуне, обеспечивая удобный просмотр матчей для болельщиков. На трибуне А, Б, В расположено 50 мест для представителей прессы. Есть ложа на 120 мест для почетных гостей. Во время проведения матчей работает система телевизионного наблюдения: 6 наружных камер и 2 внутренние.

На стадионе кроме футбольных матчей проводиться различные культурно-зрелищные мероприятия (пиротехнические шоу, концерты).
На базе стадиона проводят учебно-тренировочные занятия детско-юношеские спортивные школы по бадминтону, легкой атлетике и комплексная ДЮСШ (прыжки в воду, скалолазание), оздоровительные группы по волейболу, мини-футболу, теннису, айкидо.
Главный архитектор, Худяков Юрий Фёдорович.

## Дворец водных видов спорта «Метеор»

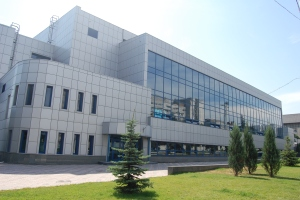
Дворец водных видов спорта «Метеор»

ДВВС «Метеор» с момента сдачи в эксплуатацию в 1970 году по праву считался одним из лучших в стране. В своем распоряжении имел большую ванну 25х50 метров и два детских «лягушатника».
1 апреля 2003 года ДВВС был закрыт на капитальную реконструкцию в связи с износом и моральным устареванием технологического оборудования, выходом из строя элементов отделки интерьеров.

Постановлением Кабинета Министров Украины от 10.10.2001 г. № 1307 ДВВС «Метеор» в составе спортивного комплекса получил статус Национальной базы олимпийской и паралимпийской подготовки, что вызвало необходимость проведения работ по его реконструкции.
7 сентября 2007 года после капитальной реконструкции состоялось торжественное открытие Дворца водных видов спорта «Метеор» — спортивного сооружения для проведения тренировок и больших соревнований по водным видам спорта: плаванию, прыжкам в воду, водному поло и синхронному плаванию. 

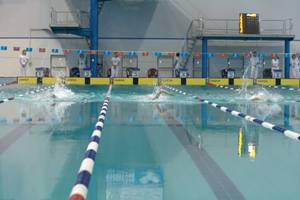
Дворец водных видов спорта «Метеор»

Реконструированный Дворец водных видов спорта «Метеор» стал первым в истории независимой Украины современным спортивным сооружением, оборудованным всеми необходимыми средствами для проведения эффективного учебно-тренировочного процесса, проведения соревнований всех уровней, а также организации научно-методичной работы со спортивными специалистами. 

Введение в действие бассейна «Метеор» способствует дальнейшему развитию украинского плавания и прыжков в воду.
Сегодня[когда?] ДВВС это:

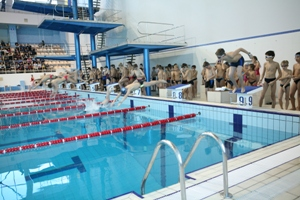
Дворец водных видов спорта «Метеор»

- плавательный бассейн олимпийского стандарта: 50×25 м, 10 дорожек с вышками 3, 5, 7, 10 м, 2 саунами и трибунами на 800 посадочных мест;
- детский комплекс:
  1. три бассейна для обучения детей плаванию;
  2. развлекательный бассейн;
  3. детский спортивный зал;
  4. отдельные детские раздевалки и душевые;
  5. зона ожидания для родителей;
- тренажерный зал, залы для общефизической подготовки и аэробики;
- конференц-зал, кафе, магазин спортивной одежды.

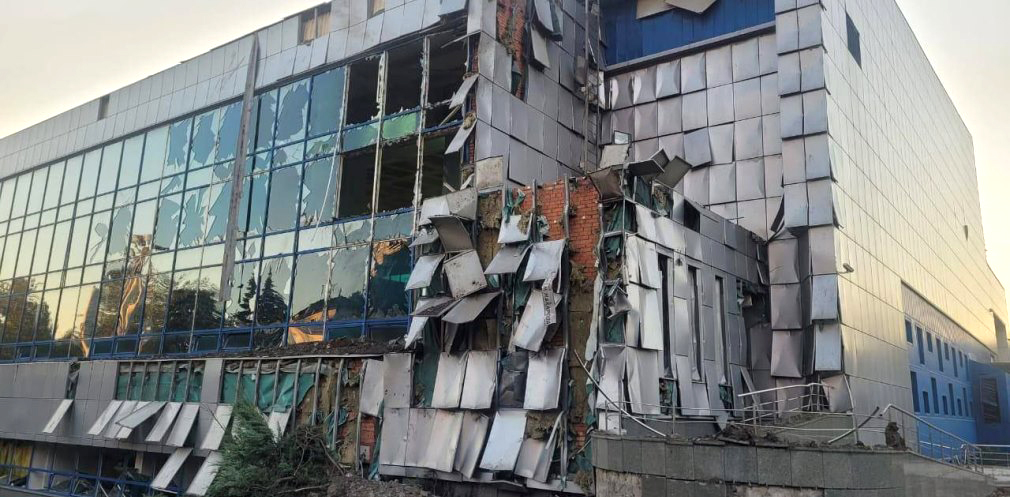
После ракетного удара в 2023 году

На базе ДВВС проводят учебно-тренировочные занятия СДЮШОР по плаванию, КДЮСШ (отделение прыжков в воду), группы здоровья, школа подводного плавания.
В ночь на 15 августа 2023 года пострадал от российского ракетного удара. Повреждён фасад и внутренняя стена, выбиты окна.
Главный архитектор, Худяков Юрий Фёдорович.

## Универсальный зрелищно-спортивный дворец «Метеор»

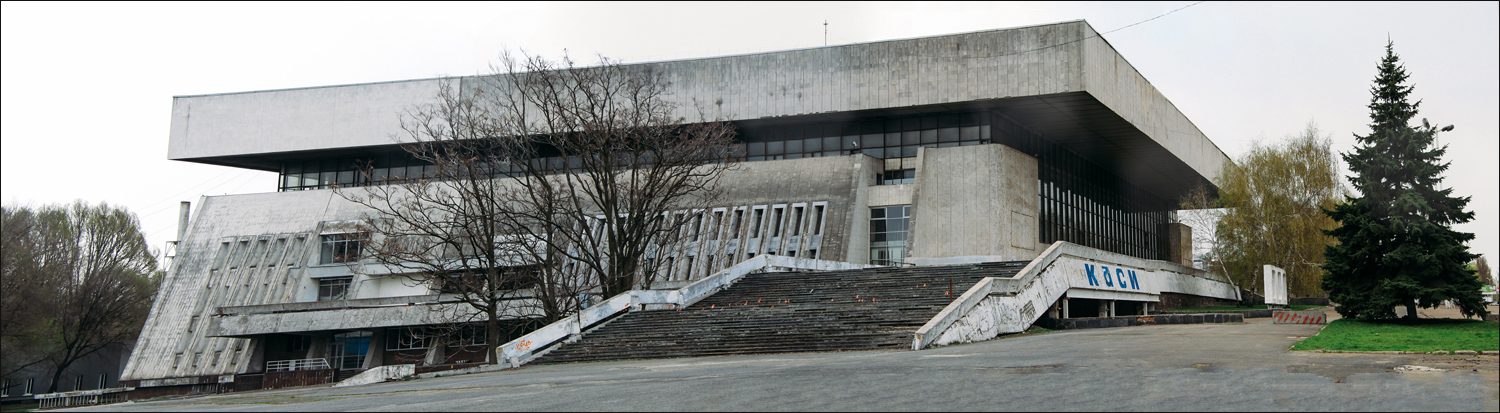
Универсальный зрелищно-спортивный дворец «Метеор»

Ледовый дворец спорта был сдан в эксплуатацию 3 августа 1983 года (спортивная часть была открыта в 1980 году к Олимпиаде 80 в Москве), на торжественном открытии дворца присутствовали директор «ЮЖМАША» Макаров, и парторг Кучма и директор «Украинского ансамбля „Балет на льду“» Конев К. Д. Гастроли Балета продолжались до 30 августа. В 1987 году переименован в Универсальный Зрелищно-Спортивный дворец I категории зрелищных сооружений.

По своей архитектуре и оснащенности — это уникальное сооружение, где размещаются две ледовые арены, специализированные залы, стрелковый тир. Трансформирующаяся арена большого катка позволяет проводить во Дворце кроме соревнований по различным видам спорта, крупные театрализованные представления, выставки, концерты.

Демонстрационный зал площадью до 8000 кв. м. и трибунами на 5000 посадочных мест является одной из самых крупных выставочных площадок Украины.

В тренировочном блоке проводятся занятия школы олимпийского резерва по фигурному катанию на коньках, детского балета на льду «Кристалл», тренировки любительской команды хоккеистов. По вечерам будних дней и по выходным открыто массовое катание для всех любителей. В течение всего календарного года тренировочная площадка покрыта льдом (исключение составляют 1-2 месяца, необходимые для проведения текущего ремонта).
Главный архитектор, Худяков Юрий Фёдорович.

## Водная станция «Машиностроитель»

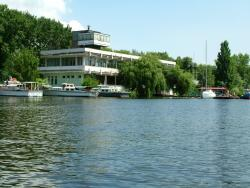
Водная станция «Машиностроитель»

Водная станция «Машиностроитель» построена в 1958 году и расположена на Монастырском острове. В летнюю пору водная станция становится ареной массовых заводских соревнований по гребле и плаванию. Команды цехов и отделов, отдельные трудящиеся борются за победу в традиционных соревнованиях и спартакиадах. Отсюда начинают свои походы любители водного туризма.

Водноспортивная база «Машиностроитель» работает круглый год без перерывов и выходных. Также здесь с удовольствием ждут ребят в секции академической гребли и парусного спорта, для любителей командных видов спорта (футбол, волейбол) имеется оборудованное поле. 

Ежегодно на водной станции проводится более 10 соревнований различного ранга.
База предоставляет свои спортивные залы для проведения учебно-тренировочного процесса СДЮШОР по плаванию и бадминтону, отделениям парусного спорта, академической гребли и скалолазания КДЮСШ СК «Метеор», а также сотрудничает с другими спортивными организациями города.